# 下扎巴尔
下扎巴尔（塞尔维亚语：／），是波斯尼亚和黑塞哥维那实体之一塞族共和國的市镇。市镇面积为46.76平方公里，2013年人口数量为3,809人，其中1,208人居住在同名中心村庄里。

## 历史
该市镇曾被称为塞族奥拉谢（Српско Орашје / Srpsko Orašje），是从战前奥拉谢市镇析出而来的（奥拉谢剩下的部分现属于波黑联邦）。

## 人口
|      | 2013年         | 1991年         |
| 总计 | 3.809 (100,0%) | 6.171 (100,0%) |
| 塞族 | 2.759 (72,43%) | 2.782 (45,08%) |
| 克族 | 1.029 (27,01%) | 3.277 (53,10%) |
| 其他 | 16 (0,420%)    | 97 (1,572%)    |
| 波族 | 5 (0,131%)     | 15 (0,243%)    |